# Randy Thenu
Randy Thenu (Rosmalen, 8 augustus 1986) is een voormalige Nederlandse voetballer van FC Den Bosch.
In zijn jeugdjaren speelde hij bij OJC Rosmalen. Net als zijn broer Ruben ging hij naar de jeugd van FC Den Bosch. Tijdens het seizoen 2005-2006 maakte hij zijn debuut voor FC Den Bosch in de wedstrijd tegen Go Ahead Eagles. Dat seizoen kwam hij drie keer in actie. Het seizoen erna speelde hij zijn wedstrijden bij Jong FC Den Bosch. In het seizoen 2007-2008 werd hij weer opgenomen in de A-selectie.
Aan het einde van het seizoen 2007-2008 werd zijn contract niet verlengd. Thenu vertrok toen weer naar de amateurs van OJC Rosmalen. In 2009 stopte hij ook daar met veldvoetbal om zich toe te leggen op zaalvoetbal bij FCK de Hommel.